# نصره الفتره و عصره الفطره
نصره الفتره و عصره الفطره اثری است که در قرن ششم ه‍.ق توسط عمالدین کاتب اصفهانی تألیف شده‌است. نویسنده با ترجمهٔ فتور زمان الصدور به عربی و افزودن بخش‌هایی به آن از جمله، رویدادهای مربوط به عهد سلجوقیان تا مرگ آلب ارسلان به ابتدای کتاب و وقایع مربوط به سلجوقیان عراق و ایران در زمان خود به انتهای کتاب، اثری تازه خلق کرده‌است که تا سال ۵۶۹ ه‍.ق/۱۱۷۴ م را پوشش می‌دهد و از مهم‌ترین منابع تاریخ سلجوقیان به‌شمار می‌آید.